# Studen
Studen est une commune suisse du canton de Berne, située dans l'arrondissement administratif du Seeland.

## Vestiges celtes et romains
À la pointe sud-est du Jensberg se trouvent les vestiges, en partie encore visibles, du site de Petinesca, sur le territoire de la commune. Le site comprend une fortification celtique, (Oppidum), puis un village fortifié romain, qui formaient un centre régional depuis le IIe siècle av. J.-C. jusqu'au IVe siècle apr. J.-C. L'ensemble a été exhumé au cours de fouilles entre 1898 et 1904.
Plus haut dans le Studenwald se trouve la zone des temples qui englobe six temples quadrangulaires, trois édifices cultuels plus petits et une maison des prêtres.
Les ruines de la station romaine Petinesca, datant de 58 av. J.-C., permettant la protection de la route Aventicum (Avenches) à Solodurum (Soleure) : au temps des Romains déjà, la région était bien colonisée. Le grand axe routier de la Suisse passant par Avenches, Morat, Chiètres et Kallnach se dirigeait vers Soleure et Windisch, en longeant la côte est du Seeland. Une seconde route romaine traversait le Seeland vers Witzwil, entre les lacs de Neuchâtel et de Morat. Une bifurcation passant par les gorges du Taubenloch traversait le Jura en passant par le col de Pierre Pertuis.

## Transport
- Ligne de bus 74 Bienne-Lyss
- Sur la ligne ferroviaire Berne-Bienne
- Autoroute A6, Sortie 4(Studen)